# Ibn Kunfudh
Abu-l-Abbàs Àhmad ibn Hàssan ibn Alí ibn Hàssan al-Khatib ibn Alí ibn Maymun ibn Kúnfudh (o ibn al-Kúnfudh), més conegut simplement com a Ibn Kúnfudh, fou un jurista i historiador algerià (1330-1407). Va escriure nombroses obres i va morir segurament a Constantina.